# Barun-Chemčikský chošún
Barun-Chemčikský chošún (rusky Барун-Хемчикский кожуун, tuvinsky Барыын-Хемчик кожуун) je administrativně-územní jednotka (chošún) v Republice Tuva v Ruské federaci. Administrativním centrem je selo Kyzyl-Mažalyk.

## Geografie
Barun-Chemčikský chošún se nachází v západní části republiky Tuva. Nejdůležitější řekou je Chemčik s přítoky Barlyk a Ajan-Chem. Barun-Chemčikský chošún se přirovnává k rajónům Dálného severu
Na severu má hranici s Republikou Chakasie, na západě s Baj-Tajginským chošúnem, na jihu s Mongun-Tajginským a Ovjurským chošúnem a na východě s Dzun-Chemčikským a Sut-Cholským chošúnem.

## Demografie
- 1990 — 31 816 obyv.
- 2000 — 13 391 obyv.
- 2002 — 12 683 obyv.
- 2004 — 12 525 obyv.
- 2005 — 12 357 obyv.
- 2006 — 12 126 obyv.
- 2007 — 12 171 obyv.
- 2008 — 12 337 obyv.
- 2009 — 12 505 obyv.
- 2010 — 12 847 obyv.
- 2011 — 12 819 obyv.
- 2012 — 12 699 obyv.
- 2013 — 12 680 obyv.
- 2014 — 12 608 obyv.
- 2015 — 12 559 obyv.
- 2016 — 12 406 obyv.

## Administrativní členění

### Městské a vesnické okresy

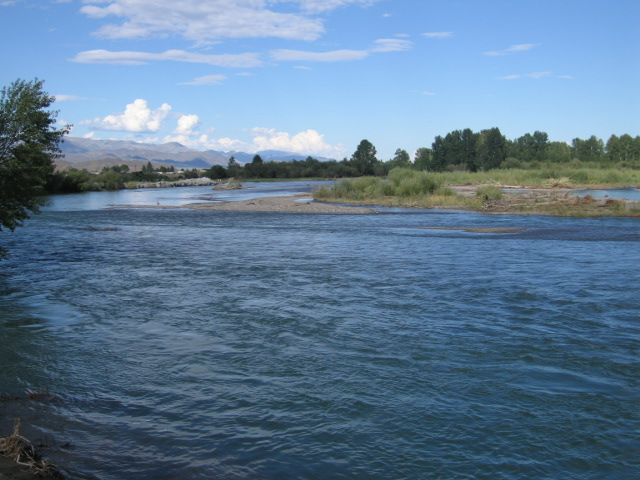
Řeka Chemčik

| №. | Městské a vesnické okresy | Administrativní centrum | Počet sídelních útvarů | Počet obyvatel | Rozloha [km2] |
| -- | ------------------------- | ----------------------- | ---------------------- | -------------- | ------------- |
| 1  | Sumon Akskij              | selo Don-Terezin        | 1                      | 782 ↘          | 641,35        |
| 2  | Sumon Aksy-Barlykskij     | selo Aksy-Barlyk        | 1                      | 901 ↘          | 363,38        |
| 3  | Sumon Ajangatinskij       | selo Ajangaty           | 1                      | 498 ↘          | 554,17        |
| 4  | Sumon Barlykskij          | selo Barlyk             | 1                      | 1 425 ↘        | 341,69        |
| 5  | Sumon Bižiktig-Chaja      | selo Bižiktig-Chaja     | 1                      | 545 ↘          | 559,25        |
| 6  | Sumon Kyzyl-Mažalykskij   | selo Kyzyl-Mažalyk      | 1                      | 4 963 ↘        | 21,47         |
| 7  | Sumon Chondelenskij       | selo Chondelen          | 1                      | 566 ↘          | 711,98        |
| 8  | Sumon Šekpeerskij         | selo Šekpeer            | 1                      | 1 226 ↘        | 332,51        |
| 9  | Sumon Ergi-Barlykskij     | selo Ergi-Barlyk        | 1                      | 1 500 ↘        | 581,77        |

### Sídelní útvary
| №. | Sídelní útvar  | Rusky         | Typ sídelního útvaru | Počet obyvatel | Komunální útvar         |
| -- | -------------- | ------------- | -------------------- | -------------- | ----------------------- |
| 1  | Aksy-Barlyk    | Аксы-Барлык   | vesnice (selo)       | 901 ↘          | Sumon Aksy-Barlykskij   |
| 2  | Ajangaty       | Аянгаты       | vesnice (selo)       | 498 ↘          | Sumon Ajangatinskij     |
| 3  | Barlyk         | Барлык        | vesnice (selo)       | 1 425 ↘        | Sumon Barlykskij        |
| 4  | Bižiktig-Chaja | Бижиктиг-Хая  | vesnice (selo)       | 545 ↘          | Sumon Bižiktig-Chaja    |
| 5  | Don-Terezin    | Дон-Терезин   | vesnice (selo)       | 782 ↘          | Sumon Akskij            |
| 6  | Kyzyl-Mažalyk  | Кызыл-Мажалык | vesnice (selo)       | 4 963 ↘        | Sumon Kyzyl-Mažalykskij |
| 7  | Chondelen      | Хонделен      | vesnice (selo)       | 566 ↘          | Sumon Chondelenskij     |
| 8  | Šekpeer        | Шекпээр       | vesnice (selo)       | 1 226 ↘        | Sumon Šekpeerskij       |
| 9  | Ergi-Barlyk    | Эрги-Барлык   | vesnice (selo)       | 1 500 ↘        | Sumon Ergi-Barlykskij   |

## Doprava
Silnice spojuje Barun-Chemčikský chošún s Baj-Tajginským, Mongun-Tajginským a Dzun-Chemčikským chošúnem a Republikou Chakasie.